# Steiermärkische Landesbibliothek

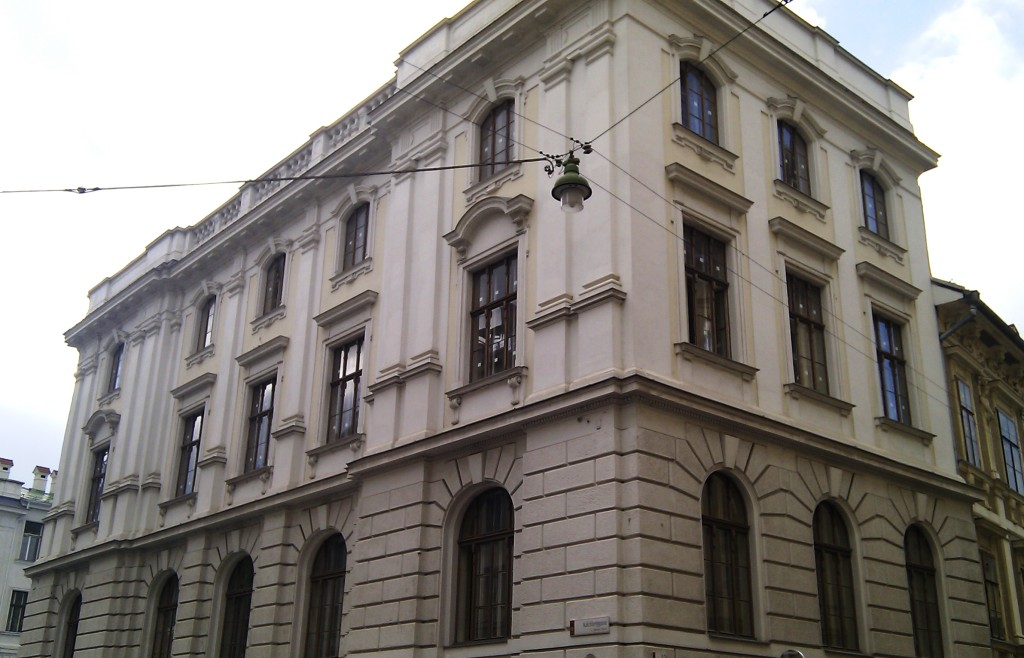
Steiermärkische Landesbibliothek, Kalchberggasse 2

Die Steiermärkische Landesbibliothek ist eine öffentliche Bibliothek des Landes Steiermark in Graz. Sie ist Österreichs älteste und größte Landesbibliothek und wurde 1812 von Erzherzog Johann gegründet. Ihr Bestand umfasst mehr als 790.000 Medien, darunter die Bibliothek Erzherzog Johanns und weitere Nachlässe (u. a. von Peter Rosegger, Robert Hamerling, Ernst Goll), zahlreiche wertvolle Handschriften, mehr als 80 Inkunabeln, Karten, Rara und Briefe. Ihr Schwerpunkt liegt vor allem in der Sammlung, Bewahrung und Erschließung des steirischen Schrifttums (Styriaca). Sie steht allen Bevölkerungsschichten offen und versucht sowohl den Ansprüchen an eine wissenschaftliche Bibliothek als auch den Bedürfnissen der Verwaltung und der Bevölkerung gerecht zu werden.

## Geschichte
In den Jahren 2009 bis 2011 wurden die Bestände der Landesbibliothek ausgelagert, da ein Umbau und eine Modernisierung erfolgten. Die wissenschaftliche Arbeit mit den Sammlungsbeständen war aber weiter möglich. Am 2. Juli 2012 wurde die völlig neu gestaltete Steiermärkische Landesbibliothek am alten Standort im neuen Joanneumsviertel wiedereröffnet.

## Leitung
- 1854–1878 Franz Mitterbacher
- 1880–1900 Hans von Zwiedineck-Südenhorst
- 1900–1919 Wilhelm Fischer
- 1919–1923 Karl Wilhelm Gawalowski
- 1923–1930 Moritz Rüpschl
- 1930–1933 Hans Untersweg
- 1933–1937 Norbert Stücker
- 1937–1954 Julius Franz Schütz
- 1955–1957 Karl Friedl
- 1958–1961 Bruno Binder-Krieglstein
- 1962–1967 Berthold Sutter
- 1967–1987 Hans Hegenbarth
- 1987–1991 Alois Adler
- 1991–2003 Joseph F. Desput
- 2003–2013 Christoph Binder
- seit 2014 Katharina Kocher-Lichem